# 1870 en baseball
Chronologie du baseball
Baseball en 1869 - Baseball en 1870 - Baseball en 1871
Les faits marquants de l'année 1870 en Baseball

## Champions
- National Association of Base Ball Players : Chicago White Stockings

## Événements
- 14 juin : les Brooklyn Atlantics mettent fin à une impressionnante série victoires consécutives des Cincinnati Red Stockings. Ils étaient invaincus depuis quinze mois. Cette défaite (8-7 en 11 manches devant 20 000 spectateurs) intervient à l’occasion de la 27e rencontre de l’année ; quatre autres revers sont enregistrés en deuxième partie de saison[1].

- 27 juillet : première défaite à domicile en plus de seize mois pour les Cincinnati Red Stockings. Ils s'inclinent 11-7 face aux Philadelphia Athletics.

- 1er novembre : les Chicago White Stockings remportent le 14e et dernier championnat de baseball de la NABBP avec 65 victoires et 8 défaites[1].

- 21 novembre : Environ 2000 clubs de baseball en activité aux États-Unis. Cincinnati Red Stockings, le premier club professionnel cesse toutefois ses activités[1], après deux saisons triomphales, même si le titre 1870 lui échappe. Le joueur vedette Harry Wright, un anglais ex-pro de cricket, fonde alors un club à Boston qu’il baptise Boston Red Stockings (aujourd’hui Atlanta Braves). Les Cincinnati Reds revendiquent également un lien (géographique) avec ces pionniers du baseball pro.

## Naissances
- 1er janv. : Bumpus Jones
- 5 janv. : Bill Dahlen
- 16 janv. : Jimmy Collins
- 14 févr. : Candy LaChance
- 14 févr. : Bob Quinn
- 22 févr. : Pussy Tebeau
- 15 mars : Jimmy "Doc" Casey
- 9 avril : Ollie Pickering
- 23 août : George Davis
- 22 sept. : Mike "Doc" Powers
- 22 oct. : Kid Carsey
- 23 nov. : Socks Seybold
- 28 nov. : Heinie Peitz
- 30 nov. : Frank Killen
- 1er déc. : Tommy Raub
- 31 déc. : Tommy Connolly